# جيمس سميث (كاتب)
جيمس سميث (بالإنجليزية: James Smith)‏ هو جندي وكاتب وفلاح أمريكي، ولد في 1737 في مقاطعة لانكستر في الولايات المتحدة، وتوفي في 11 أبريل 1813 في مقاطعة غرين في الولايات المتحدة.